# Tokugawa Munemoto
Tokugawa Munemoto (徳川 宗翰, né le 3 septembre 1728 et mort le 24 mars 1766) est un daimyo du milieu de l'époque d'Edo. Il gouverne le domaine de Mito.